# Brasil nos Jogos Olímpicos de Verão de 2012
O Brasil competiu nos Jogos Olímpicos de Verão de 2012, em Londres, na Grã Bretanha, que ocorreram de 27 de julho a 12 de agosto. Essa é a vigésima primeira participação do país nas Olimpíadas de Verão, sendo a décima nona consecutiva. Após todas as seletivas, a equipe brasileira fechou em duzentos e cinquenta e sete atletas, sendo 135 homens e 122 mulheres, em 32 modalidades. A expectativa do Comitê Olímpico Brasileiro era alcançar os resultados da edição anterior, em 2008, em Pequim, na China, quando a delegação foi composta por 277 atletas e conquistou 15 medalhas (3 de ouro) e 41 finais.

## Delegação
A delegação brasileira, chefiada pelo ex-jogador de voleibol Bernard Rajzman, é a segunda maior da história da participação brasileira em jogos olímpicos, apenas perdendo para Pequim 2008. Mesmo tendo uma delegação numericamente inferior, esse grupo conseguiu feitos importantes para o esporte nacional. Um deles é o retorno do basquete masculino à disputa. A última participação da equipe havia sido em Atlanta 1996. Também registra-se classificação recorde da delegação do pugilismo, com um total de dez atletas, sendo três mulheres, em três categorias femininas em disputa. Pela primeira vez, o judô brasileiro consegue levar representantes de todas as catorze categorias da modalidade. Renato Rezende será o primeiro brasileiro a competir no ciclismo BMX olímpico. Pela primeira vez, o Brasil classificou duas equipes completas no tênis de mesa. Se o país havia classificado apenas um ginasta masculino anteriormente, para Londres serão levados três atletas. Ana Luiza Ferrão termina um período de vinte anos sem uma atiradora brasileira. A última a participar havia sido Tânia Giansante, em Barcelona 1992. Pela primeira vez a esgrima leva atletas em todas as armas: Renzo Agresta, no sabre, Athos Schwantes, na espada, e Guilherme Toldo, no florete. E desde os Jogos Olímpicos de Verão de 2000, em Sydney, com Maria Elizabete Jorge, o país não contava com uma atleta no levantamento de peso feminino, o que acontecerá agora com Jaqueline Ferreira.

## Cortes
Em 27 de junho, a Confederação Brasileira de Desportos Aquáticos (CBDA) confirmou o corte do nadador Glauber Silva por excesso de testosterona no organismo, descoberto em exame antidoping realizado na Tentativa Olímpica, último evento realizado para definição dos atletas integrantes da delegação brasileira. O flagrante também rendeu dois anos de suspensão ao nadador, que havia conseguido índice para os 100m borboleta.
A ginasta Jade Barbosa, por desentendimento em contratos de uso de imagem com a Confederação Brasileira de Ginástica (CBG) teve o corte confirmado pela entidade em 27 de junho. Jade não vinha participando da preparação da equipe e não se apresentou na reunião que definiu o grupo, sem dar qualquer justificativa. Laís Souza foi confirmada em seu lugar. Alguns dias depois, foi confirmada fratura na mão de Laís e ela também foi cortada, sendo substituída, por sua vez, por Bruna Leal. Gabriela Soares sentiu contusão e foi substituída por Priscilla Cobello.
Poucos dias antes dos Jogos, Iziane, um dos principais nomes da seleção de basquete feminino foi cortada por indisciplina durante a série de amistosos preparatórios. Rafael Cabral, goleiro titular da seleção masculina de futebol, foi cortado por contusão nos treinamentos dois antes da estreia da equipe na competição. Para seu lugar, foi chamado o goleiro Gabriel, do AC Milan, da Itália. Kenny, cavalo montado pelo cavaleiro Renan Guerreiro, da equipe de CCE, sofre lesão no ligamento e o conjunto também está fora dos Jogos.
Com todos os cortes, a delegação brasileira foi reduzida de 260 a 257 atletas.

## Organização

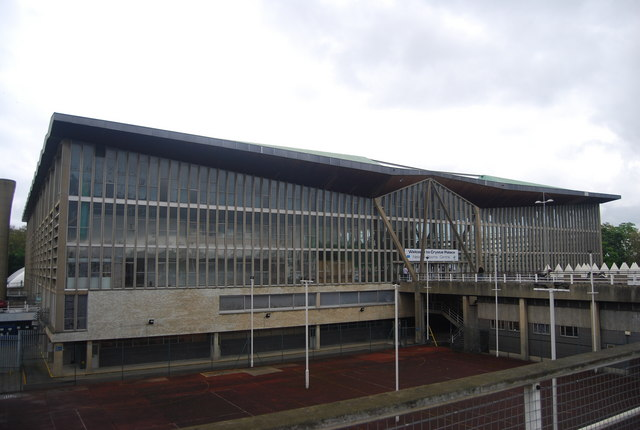
Crystal Palace National Sports Centre, o "QG" brasileiro na capital britânica.

Marcando a evolução da estruturação do esporte brasileiro, do ponto vista do planejamento estratégico, e já se preparando para a próxima edição dos Jogos, tendo o Brasil como anfitrião, o COB tem realizado diversas ações em relação aos Jogos em Londres, entre elas, destacam-se a presença de um "quartel-general", o Centro Nacional de Esportes "Crystal Palace", onde a delegação pode reunir-se e utilizar as instalações para treinamentos.
Além disso, o Comitê Olímpico Brasileiro, leva a Londres uma equipe de jovens atletas que não competirão nessa edição, mas ganharão experiência da atmosfera que envolve uma competição olímpica. Os jovens talentos foram escolhidos como potenciais participantes da próxima edição dos Jogos, e o projeto foi chamado pelo COB de Projeto Vivência Olímpica. Os 16 atletas são:
| - Thiago Braz (atletismo) - Bruno Matheus (triatlo) - Jéssica Reis (atletismo) - Arthur Mendes Júnior (natação) | - Lais Nunes (lutas) - Bernardo Oliveira (tiro com arco) - Alessandra Marchioro (natação) - Felipe Wu (tiro) | - Flávia Gomes (judô) - Hugo Calderano (tênis de mesa) - Isaquias Queiroz (canoagem) - Andressa Mendes (saltos ornamentais) | - Martine Grael (vela) - Rebeca Andrade (ginástica artística) - Thiago Monteiro (tênis) - Vitor Gonçalves (vôlei de praia) |